# Rio Budeş
O Rio Budeş é um rio da Romênia afluente do Rio Olt, localizado no distrito de Harghita.